# Ego the Living Planet
Ego the Living Planet is een fictief buitenaards wezen uit de strips van Marvel Comics. Hij kwam voor het eerst voor in Thor, vol. 1, #132 (Oktober 1966) en werd bedacht door Stan Lee en Jack Kirby.
De Nederlandse stem van Ego the Living Planet is Murth Mossel.

## Biografie
Net als alle planeten in het universum ontstond Ego uit gas en stof. Maar door onbekende oorzaak verkreeg deze planeet een eigen bewustzijn en de mogelijkheid op eigen kracht voort te bewegen. Ego begon daarna andere planeten te verslinden om te overleven. Dit trok de aandacht van de Rigellian Colonizers, die vreesden dat Ego hun thuiswereld zou verslinden.
De Rigellians ontdekten Aarde, en beloofden deze met rust te laten als de dondergod Thor Ego zou verslaan. Thor confronteerde Ego en versloeg hem in een episch gevecht. Als gevolg hiervan besloot Ego nooit de Black Galaxy te verlaten. Enkele maanden later drong een verzwakte Galactus Ego’s ruimte binnen met het plan Ego te verslinden. Ditmaal kwam Thor Ego te hulp en hielp hem Galactus te verdrijven. In ruil hiervoor stond Ego toe dat de Wanderers, een ras wier planeet al verslonden was door Galactus, zich op hem mocht vestigen.
Later nam een Rigellian een monster van Ego’s vorm, in de hoop om hiermee andere planeten bewoonbaar te maken. Dit maakte Ego razend en hij absorbeerde de Wanderers, wat er voor zorgde dat Thor zich bij een teruggekeerde Galactus aansloot. Geholpen door Hercules en Firelord wist Thor Ego lang genoeg tegen te houden voor Galactus om een enorme ruimteschipmotor te bevestigen aan Ego’s zuidpool. Hierdoor werd Ego weggehouden van andere planeten.
Jaren later kreeg Ego eindelijk controle over de motor en volgde Galactus naar de Aarde, maar was niet in staat hem te lokaliseren. Hierop viel Ego de Aarde aan, maar werd gestopt door de Fantastic Four en een onbekende mutant genaamd L.R "Skip" Collins. Tijdens het gevecht gooide Thing de motor die nog altijd op Ego’s zuidpool zat in Ego’s “hersenen”. Hierdoor activeerde Ego de motor per ongeluk en werd de zon in gelanceerd.
Ego wist zichzelf langzaam te herstellen, en sloot zich aan bij de Elders of the Universe aangezien hij net als zij enig in zijn soort was. De Elders willen Galactus vernietigen, maar Ego werd voor die tijd reeds verslagen door de Silver Surfer. Nog eenmaal bedreigde Ego de Aarde, maar werd door de held Quasar de Quantum zone in gezogen.

## Krachten en vaardigheden
Ego is buitengewoon intelligent, maar zoals zijn naam al doet vermoeden lijdt hij aan grootheidswaanzin. Ego reist door de ruimte via de motor die Galactus aan zijn zuidpool heeft bevestigd, en kan daardoor sneller reizen dan het licht. Ego past zijn oppervlak regelmatig aan om te lijken op een enorm gezicht. Hij kan tevens zijn terrein aanpassen voor verschillende levensvormen.
Ego beschikt over verschillende interne “organen” zoals enorme tunnels die vergelijkbaar zijn met aderen en een enorm hersenachtig orgaan diep onder het oppervlak.

## In andere media

### Marvel Cinematic Universe
In 2017 verscheen dit personage in het Marvel Cinematic Universe en werd vertolkt door Kurt Russell. Ego the Living Planet, is de vader van Peter Quill. Nadat hij zijn zoon geholpen heeft komt hij met zijn groep de Guardians of the Galaxy naar zijn wereld, hij blijkt later zelf de levende planeet te zijn. Ego heeft plannen om het heelal te veroveren maar hier wordt door de groep een stokje voor gestoken. Ego the Living Planet is onder andere te zien in de volgende film en serie:
- Guardians of the Galaxy Vol. 2 (2017)
- What If...? (2021-2023) (stem) (Disney+)

### Televisieseries
Ego maakt zijn opwachting in de volgende animatieseries:
- Fantastic Four, aflevering "To Battle the Living Planet" (stem: Kay E. Kuter).
- Silver Surfer (stem: Roy Lewis)
- The Super Hero Squad Show, aflevering "World War Witch"
- Hulk and the Agents of S.M.A.S.H., aflevering  "All About Ego" (stem door Kevin Michael Richardson).

### Computerspelen
Ego is tevens een personage in het videospel Lego Marvel Super Heroes.